# دنیل الیور (گیاه‌شناس)
دنیل الیور (انگلیسی: Daniel Oliver)، همکار انجمن سلطنتی (۶ فوریه ۱۸۳۰، نیوکاسل از تاین – ۲۱ دسامبر ۱۹۱۶) گیاه‌شناس انگلیسی بود.
او کتابدار هرباریوم، باغ گیاه‌شناسی سلطنتی، کیو از ۱۸۶۰ تا ۱۸۹۰ و نگهبان آنجا از ۱۸۶۴ تا ۱۸۹۰ و استاد گیاه‌شناسی در دانشگاه کالج لندن از ۱۸۶۱ تا ۱۸۸۸ بود.
در سال ۱۸۶۴، زمانی که در دانشگاه یوسی‌ال بود، درس‌هایی در زیست‌شناسی ابتدایی را بر اساس مطالبی که در دست‌نویس جان استیونز هنسلو به جا مانده بود و توسط دختر هنسلو، آن هنسلو بارنارد از چلتنهام به‌تصویر کشیده شده بود، منتشر کرد. با چاپ دوم در سال ۱۸۶۹ و چاپ سوم در سال ۱۸۷۸، این کتاب حداقل تا سال ۱۸۹۱ تجدید چاپ شد. الیور این کتاب را برای استفاده در مدارس و برای جوانان دور از کلاس و آزمایشگاه مناسب می‌دانست. او به عضویت انجمن لینه‌ای‌های لندن انتخاب شد، مدال طلای خود را در سال ۱۸۹۳ دریافت نمود و مدال سلطنتی توسط انجمن سلطنتی در سال ۱۸۸۴ اعطا شد.
او در سال ۱۸۶۱ ازدواج کرد و پدر دو دختر و یک پسر به نام فرانسیس وال الیور (Francis Wall Oliver) بود.
در سال ۱۸۹۵، گیاه‌شناس فیلیپ تیقم (Tieghem) سرده الیورلا (Oliverella) از گیاهان گل‌دار از شرق آفریقا، متعلق به خانواده موخوره‌ایان را منتشر کرد و به افتخار دانیل الیور نامگذاری نمود.

او در ۲۱ دسامبر ۱۹۱۶ بر اثر نارسایی قلبی در خانه‌اش در کیو گرین درگذشت.